# Bugeac (Gagauzia)
Bugeac (in gagauzo Bucak, in russo Budžak – Буджак) è un comune della Moldavia situato nella Gagauzia di 1.525 abitanti al censimento del 2004.

## Società

### Evoluzione demografica
In base ai dati del censimento, la popolazione è così divisa dal punto di vista etnico:
| Etnia       | Abitanti | %     |
| ----------- | -------- | ----- |
| Moldavi     | 305      | 20,0  |
| Ucraini     | 85       | 5,57  |
| Russi       | 115      | 7,54  |
| Gagauzi     | 952      | 62,43 |
| Bulgari     | 56       | 3,67  |
| Rumeni      | 4        | 0,26  |
| Altre etnie | 18       | 1,18  |